# 奥莱华
奥莱华（西班牙語：Olejua）是西班牙纳瓦拉的一个市镇。总面积4平方公里，总人口55人（2001年），人口密度14人/平方公里。